# بيل ونايت
بيل ونايت هو مصرفي وسياسي كندي، ولد في 24 أكتوبر 1947 في إستيفن في كندا. حزبياً، نشط في الحزب الديمقراطي الجديد. وقد انتخب عضو مجلس العموم الكندي.